# Migliori prestazioni italiane nella marcia 50 km

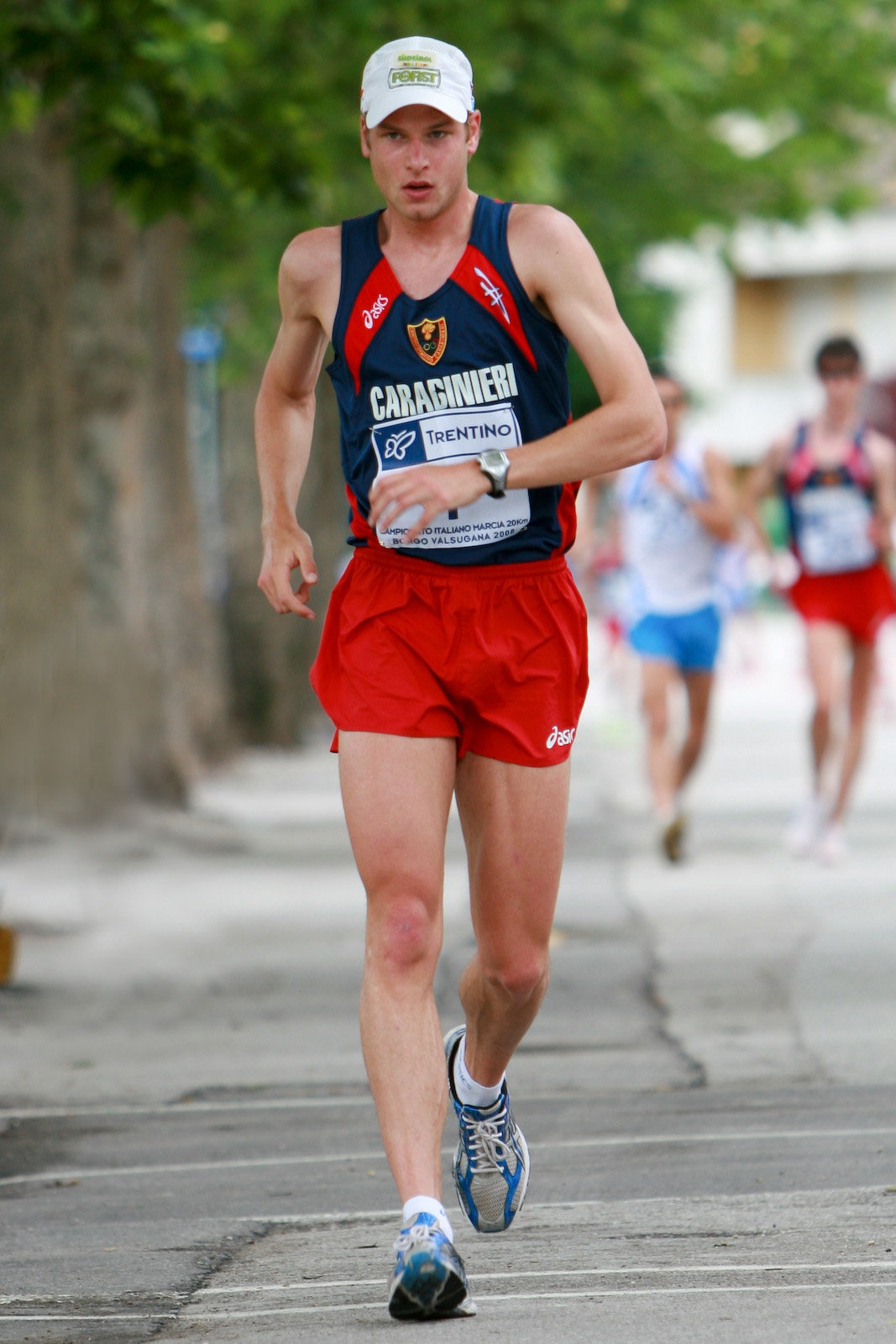
Alex Schwazer, detentore del primato italiano della marcia 50 km

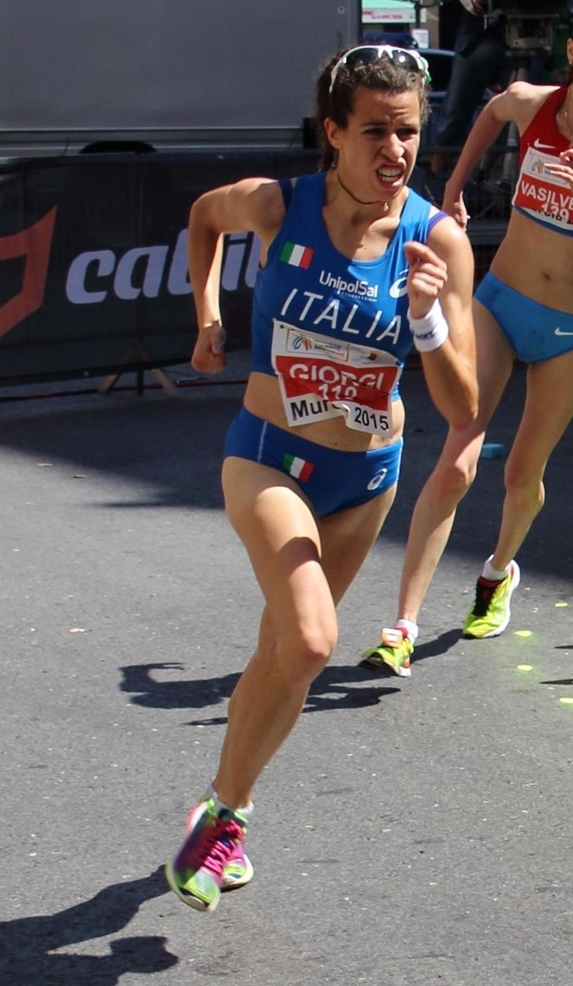
Eleonora Giorgi, primatista nazionale ed europea della specialità

La lista delle migliori prestazioni italiane nella marcia 50 km, aggiornata periodicamente dalla Federazione Italiana di Atletica Leggera, raccoglie i migliori risultati di tutti i tempi degli atleti italiani nella specialità della marcia 50 km.

## Maschili
Statistiche aggiornate al 2 ottobre 2022.
|     | Tempo    | Atleta                 | Luogo             | Data             |
| --- | -------- | ---------------------- | ----------------- | ---------------- |
| 1.  | 3h36'04" | Alex Schwazer          | Rosignano Solvay  | 11 febbraio 2007 |
| 2.  | 3h43'55" | Giovanni Perricelli    | Helsinki          | 13 agosto 1994   |
| 3.  | 3h44'27" | Raffaello Ducceschi    | Molfetta          | 17 aprile 1988   |
| 4.  | 3h44'47" | Marco De Luca          | Roma              | 8 maggio 2016    |
| 5.  | 3h44'52" | Arturo Di Mezza        | Atlanta           | 2 agosto 1996    |
| 6.  | 3h45'55" | Marco Giungi           | Vittorio Veneto   | 3 marzo 2002     |
| 7.  | 3h46'51" | Maurizio Damilano      | Pomigliano d'Arco | 25 marzo 1990    |
| 8.  | 3h47'54" | Ivano Brugnetti        | Siviglia          | 25 agosto 1999   |
| 9.  | 3h48'06" | Giovanni De Benedictis | Vittorio Veneto   | 3 marzo 2002     |
| 10. | 3h48'08" | Sandro Bellucci        | Molfetta          | 17 aprile 1988   |

## Femminili
Statistiche aggiornate al 12 gennaio 2022.
|     | Tempo    | Atleta                  | Luogo          | Data            |
| --- | -------- | ----------------------- | -------------- | --------------- |
| 1.  | 4h04'50" | Eleonora Giorgi         | Alytus         | 19 maggio 2019  |
| 2.  | 4h26'10" | Mariavittoria Becchetti | Alytus         | 19 maggio 2019  |
| 3.  | 4h27'38" | Nicole Colombi          | Gioiosa Marea  | 27 gennaio 2019 |
| 4.  | 4h29'56" | Natalia Bruniko         | Scanzorosciate | 27 ottobre 2002 |
| 5.  | 4h30'17" | Federica Curiazzi       | Alytus         | 19 maggio 2019  |
| 6.  | 4h35'51" | Annalisa Potenza        | Scanzorosciate | 18 ottobre 2009 |
| 7.  | 4h37'40" | Martina Gabrielli       | Scanzorosciate | 15 ottobre 2006 |
| 8.  | 4h41'03" | Beatrice Foresti        | Alytus         | 19 maggio 2019  |
| 9.  | 4h47'27" | Tiziana Secchi          | Scanzorosciate | 27 ottobre 2002 |
| 10. | 4h47'42" | Maria Teresa Marinelli  | Scanzorosciate | 15 ottobre 2006 |